# Paris Warner
Paris Yvanna Warner (* 24. März 1998 in Salt Lake City, Salt Lake County, Utah) ist eine US-amerikanische Schauspielerin.

## Leben
Warner wuchs in Holladay, einer Stadt im Salt Lake County auf. Dort besuchte sie die Olympus High School. Während ihrer Schulzeit gehörte sie der Theatergruppe an. Sie debütierte 2013 als Schauspielerin in dem Film Schattenkrieger – The Shadow Cabal. 2014 folgte eine Nebenrolle in Der Weihnachtsdrache. Ein Jahr später verkörperte sie in dem Spielfilm Once I Was a Beehive die Hauptrolle der Lane Speer. Im selben Jahr verkörperte sie außerdem verschiedene Nebencharaktere in weiteren Spielfilmen. In den nächsten Jahren folgten weitere Besetzungen in verschiedenen Filmproduktionen.

## Filmografie (Auswahl)
- 2013: Schattenkrieger – The Shadow Cabal (SAGA – Curse of the Shadow)
- 2014: Der Weihnachtsdrache (The Christmas Dragon)
- 2015: Once I Was a Beehive
- 2015: Just Let Go
- 2015: Miracle Maker
- 2015: Caged to Kill
- 2015: Chile Fields (Kurzfilm)
- 2016: Mythica: The Iron Crown
- 2016: The Next Door (Kurzfilm)
- 2016: Sacred Vow
- 2016: Mythica: The Godslayer
- 2017: Love at First Glance (Fernsehfilm)
- 2017: 626 Evolution
- 2017: The Killing Pact (Fernsehfilm)
- 2017: Love, Kennedy
- 2018: Cinderella Love Story: A New Chapter (Not Cinderella's Type)
- 2018: Companion (Kurzfilm)
- 2018: Little Women
- 2019: Finding Grace
- 2021: Paranormal Prison
- 2021: Mira Mira (Fernsehserie, 6 Episoden)
- 2021: Once I Was Engaged